# رودي كولاك
رودولف كولاك (4 نوفمبر 1918 - 22 ديسمبر 2004) سياسي شيوعي يوغوسلافي وبوسني، تولى رئاسة المجلس التنفيذي لجمهورية البوسنة والهرسك، كما شغل منصب نائب رئيس الحكومة الفيدرالية ليوغوسلافيا.

## روابط خارجية
- رودي كولاك على موقع مونزينجر (الألمانية)